# Булдак (село)
Булдак — село в Половинском районе Курганской области. Административный центр Булдакского сельсовета.

## География
Расположено у одноимённого озёра.

## История
До 1917 года входило в состав Саламатовской волости Курганского уезда Тобольской губернии. По данным на 1926 год состояло из 103 хозяйств. В административном отношении являлось центром Булдакского сельсовета Половинского района Курганского округа Уральской области.

## Население
| 1989 | 2002 | 2010 |
| ---- | ---- | ---- |
| 385  | ↗400 | ↘226 |

По данным переписи 1926 года в селе проживало 522 человека (252 мужчины и 270 женщин), в том числе: русские составляли 100 % населения.